# Gian Friesecke
Gian Friesecke (26 de novembre de 1994) és un ciclista suís, professional des del 2017, que va participar per última vegada per a l'equip Continental UCI Swiss Racing Academy. Va formar part de l'equip Vorarlberg Santic a l'esdeveniment de contrarellotge per equips masculins als Campionats del Món de carretera UCI 2018.

## Palmarès
- 2015
  - Vencedor d'una etapa al Tour del Beaujolais